# Flavio Togni
Flavio Togni (Pescia, 14 giugno 1960) è un circense italiano.

## Biografia
Figlio dell'imprenditore circense Enis Togni, Flavio Togni rappresenta la quarta generazione in attività di tale dinastia artistica. Inizia la propria formazione circense fin dall'infanzia, in particolare sotto la guida del nonno Ferdinando Togni, rinomato addestratore equestre. È sposato dal 1991 con l'artista circense Adela Dos Santos, da cui ha avuto due figli, Bruno e Adriana, anch'essi artisti circensi. 

### Carriera
Flavio Togni debutta come solista nel 1975 con una presentazione di elefanti. L'anno dopo, appena sedicenne, al III Festival International du Cirque de Monte-Carlo viene ricompensato con il trofeo Clown d'Argento per la sua esibizione con 13 elefanti. Nel 1983 vince per una seconda volta tale premio per una inedita presentazione di addestramento con quattro cavalli appaloosa insieme a quattro elefantesse indiane. 
Con il "Circo Americano" della propria famiglia, si esibisce in Italia, Francia, Germania, Spagna, ex-Jugoslavia, Benelux, Polonia, Ungheria. Tra le sue varie specialità, le esibizioni al trapezio volante, l'equitazione di alta scuola e la presentazione di grandi gruppi di cavalli arabi, lipizzani e palominos.
Il 29 Marzo del 1990, Flavio Togni debutta al Madison Square Garden di New York, come headliner del Ringling bros. and Barnum Bailey Circus. Dopo sei settimane di repliche, è in tournée per due anni attraverso gli Stati Uniti.
Nel 1998 vince per la terza volta il Clown d'Argento a Monte-Carlo, e nel 2011 il Clown d'Oro, massimo riconoscimento mondiale nel campo circense.
Dopo il 1990, Flavio Togni ha iniziato un programma di riproduzione in cattività di tigri rare (tra cui tigri bianche e di ceppo genetico con il manto rosa), con lo sviluppo di tecniche di addestramento secondo moderni principi etologici. Tale attività è divenuta punto di riferimento internazionale ed è stata oggetto di studio universitario.
Nel 2020 viene invitato ad esibirsi al circo stabile di Mosca nello spettacolo "Fantastika" del regista Antonio Giarola, prodotto dal Circus Nikulin.

## Premi
- 1976: Clown d'argent - Festival International du Cirque de Monte-Carlo
- 1983: Clown d'argent - Festival International du Cirque de Monte-Carlo
- 1983: Premio Speciale - Les Nuits du Cirque - Parigi
- 1984: Premio speciale Festival Artisten - Tiere - Attraktionen - Vienna
- 1987: Briglia D'Oro - Fieracavalli - Verona
- 1988: Festival di Katowize -Polonia
- 1992: Pista di Platino - Gran Premio del Circo - Milano
- 1998: Clown d'argento - Festival International de Monte-Carlo
- 1998: Briglia D'Oro - Fieracavalli - Verona
- 2003: Premio Speciale - Festival international du cirque - Grenoble
- 2011: Clown d'or - Festival International du Cirque de Monte-Carlo